# Georg Hefelle von Nagykárolyfalva
Georg Hefelle von Nagykárolyfalva (n. 1859 – d. 24 aprilie 1942) a fost unul dintre generalii Armatei Austro-Ungare din Primul Război Mondial.
A îndeplinit funcția de comandant al Diviziei 72 Infanterie austro-ungară în campania acesteia împotriva României, având gradul de general-maior.:pp. 184-185